# 什罗普郡
什羅普郡（/ˈʃrɒpʃər, -ʃɪər/，史作Salop，簡稱Shrops），英國英格蘭西米德蘭茲的單一管理區，西接威爾斯的邊界。特爾福德是人口最多的城鎮，有175,271人。什魯斯伯里是什羅普郡的郡治。什羅普郡是英格蘭少數沒有城市的郡。
2009年4月之前，什羅普郡是34個非都市郡之一，實際管轄5個非都市區，佔地3,197平方公里，有289,200人口；如看待成48個名譽郡之一，它名義上包含多1個單一管理區─特爾福德和雷金，佔地增至3,487平方公里，人口增至451,100。
2009年4月，什羅普廢郡改制為2個單一管理區

## 行政區劃

### 1972-2009

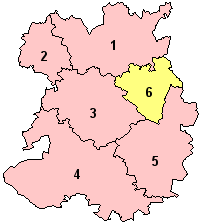
1. 什羅普郡北
2. 奧斯沃斯特里
3. 什魯斯伯里-阿查姆
4. 什羅普郡南
5. 布里奇諾斯
6. 特爾福德-雷金（單一管理區）

什羅普郡是非都市郡，實際管轄5個非都市區：什羅普郡北（North Shropshire）、奧斯沃斯特里（Oswestry）、什魯斯伯里-阿查姆（Shrewsbury and Atcham）、什羅普郡南（South Shropshire）、布里奇諾斯（Bridgnorth）；如看待成名譽郡，它名義上包含多1個單一管理區：特爾福德-雷金（Telford and Wrekin）。

### 2009至今
2009年4月1日，英格蘭地方政府結構變化正式實施，7個英格蘭的郡改革行政區劃，產生9個新的單一管理區。什羅普由非都市郡改制為單一管理區。

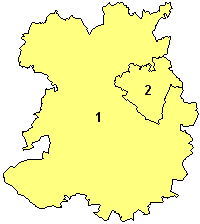
1. 什羅普（單一管理區）
2. 特爾福德-雷金（單一管理區）

## 旅遊
著名的鐵橋（The Iron Bridge）位於艾恩布里奇（Ironbridge）。

## 地理
下圖顯示英格蘭48個名譽郡的分佈情況。什羅普郡東北至南與英格蘭的郡相鄰：東北與柴郡相鄰，東與斯塔福德郡相鄰，東南與伍斯特郡相鄰，南與萊斯特郡相鄰；西南至西北接威爾斯邊界：西南、西與波伊斯郡相鄰，西北與雷克瑟姆郡相鄰。
什羅普郡是英格蘭人口最稀疏的鄉間地區之一。

## 外部連結
- 什羅普郡旅遊局 （页面存档备份，存于）
- 1911年版本《大英百科全書》什羅普郡
- 《什羅普郡雜誌 （页面存档备份，存于）》介紹什羅普郡而獲獎的雜誌

52°42′29″N 2°45′16″W / 52.70806°N 2.75444°W